# Canton d'Olmeto
Le canton d'Olmeto est une ancienne division administrative française, située dans le département de la Corse-du-Sud et la collectivité territoriale de Corse.

## Géographie
Ce canton était organisé autour d'Olmeto dans l'arrondissement de Sartène. Son altitude variait de 0 à 1 055 m pour Olmeto, avec une moyenne de 307 m.

## Histoire
- De 1833 à 1848, les cantons d'Olmeto et de Sartène avaient le même conseiller général. Le nombre de conseillers généraux était limité à 30 par département[1].

- Le canton est supprimé par le décret du 24 février 2014, à compter des élections départementales de mars 2015[2]. Il est englobé dans le canton du Sartenais-Valinco.

## Administration

### Conseillers généraux de 1833 à 2015
| Période                                  | Période           | Identité                                | Étiquette                   | Qualité                                                                                   |
| ---------------------------------------- | ----------------- | --------------------------------------- | --------------------------- | ----------------------------------------------------------------------------------------- |
| 1833                                     | 1842              | Jean-Baptiste Chiappe (1793-1870)       |                             | Propriétaire à Ajaccio                                                                    |
| 1842                                     | 1848              | Paul François Pianelli                  |                             | Chef de bataillon, commandant de place à Bonifacio                                        |
| 1848                                     | 1852              | Jérôme Galloni d'Istria                 |                             | Propriétaire à Ajaccio                                                                    |
| 1852                                     | 1858              | Jean Antoine Peretti (1800-1888)        |                             | Médecin, maire d'Olmeto                                                                   |
| 1858                                     | 1880              | Jérôme Galloni d'Istria                 | Bonapartiste                | Procureur Impérial à Gap Ancien Sous-Préfet de Bastia Député (1871), Sénateur (1876-1885) |
| 1880                                     | 1886              | Charles Benetti                         | Républicain opportuniste    | Maire de Viggianello                                                                      |
| 1886                                     | 1892              | Charles Pajanacci                       | Conservateur                | Médecin à Olmeto                                                                          |
| 1892                                     | 1898              | Benoît Bonfante                         | Républicain aréniste        | Percepteur à Saint-Denis (Seine)                                                          |
| 1898                                     | 1904              | Pierre Peretti                          | Républicain                 | Médecin à Sartène                                                                         |
| 1904                                     | 1911              | Jean Paul Durazzo                       | RG                          | Président du tribunal civil de Corte                                                      |
| 1911                                     | 1919              | Pierre-Paul Balisoni                    | Républicain                 | Greffier de justice de paix Maire d'Olmeto                                                |
| 1919                                     | 1922              | Paul Quilici                            |                             |                                                                                           |
| 1922                                     | 1934              | Antoine, dit Toto Balisoni              | Rad.                        | Médecin                                                                                   |
| 1934                                     | 1937 (annulation) | Dr Rocca                                | RG                          | Médecin                                                                                   |
| 1937                                     | 1940              | Antoine Balisoni                        | Rad.                        | Médecin Maire d'Olmeto                                                                    |
|                                          |                   |                                         |                             |                                                                                           |
| 1945                                     | 1949              | Antoine (Tony) Ogliastroni              | Front national (Résistance) | Ancien commissaire de police Maire de Casalabriva                                         |
| 1949                                     | 1955              | Amédée Brancaléoni (1906-1995)          | CNIP                        | Président de la Chambre de commerce d'Ajaccio Maire de Propriano (1965-1971)              |
| 1955                                     | 1967              | Raymond Balisoni (1895-1971)            | Rad.                        | Maire d'Olmeto                                                                            |
| 1967                                     | 1989 (décès)      | Jean-Dominique Cesari                   | MRG                         | Président du Conseil général (1982-1985) Adjoint au maire de Propriano                    |
| 1989                                     | 2004              | Jean-Charles Cesari (fils du précédent) | MRG puis DVG                | Conseiller municipal de Propriano                                                         |
| 2004                                     | 2010 (démission)  | Paul-Marie Bartoli                      | PRG                         | Maire de Propriano (2001-2014)                                                            |
| 2010                                     | 2015              | José-Pierre Mozziconacci                | DVG                         | Pharmacien Maire d'Olmeto depuis 2014                                                     |
| Les données manquantes sont à compléter. |                   |                                         |                             |                                                                                           |

- Résultats des élections cantonales

### Conseillers d'arrondissement (de 1833 à 1940)
| Période                                  | Période | Identité                            | Étiquette | Qualité |
| ---------------------------------------- | ------- | ----------------------------------- | --------- | --- |
| 1833                                     | 1842    | M. Galloni d'Istria                 |           | Propriétaire à Olmeto                                                                                       |
| 1842                                     | 1845    | Jean-Baptiste Peretti               |           | |
|                                          |         |                                     |           | |
| 1852                                     | 1861    | Paulin Giustiniani                  |           | Maire d'Arbellara                                                                                           |
| 1861                                     |         | Michel-Antoine Pianelli (1813-1879) |           | Ancien commandant, propriétaire à Olmeto                                                                    |
| avant 1877                               |         | Antoine-Marc Rotily                 |           | |
| 1895                                     |         | Philippe Balisoni                   |           | Capitaine en retraite, propriétaire à Olmeto                                                                |
| 1940                                     |         |                                     |           | Les conseils d'arrondissement ont été suspendus par la loi du 12 octobre 1940 et n'ont jamais été réactivés |
| Les données manquantes sont à compléter. |         |                                     |           | |

## Composition
Le canton d'Olmeto comprenait six communes et comptait 5 940 habitants, selon le recensement de 2012 (population municipale).
| Nom                    | Code Insee | Intercommunalité               | Population (dernière pop. légale) |
| ---------------------- | ---------- | ------------------------------ | --------------------------------- |
| Olmeto (chef-lieu)     | 2A189      | CC du Sartenais Valinco Taravo | 1 225 (2014)                      |
| Arbellara              | 2A018      | CC du Sartenais Valinco Taravo | 142 (2014)                        |
| Fozzano                | 2A118      | CC du Sartenais Valinco Taravo | 200 (2014)                        |
| Propriano              | 2A249      | CC du Sartenais Valinco Taravo | 3 759 (2014)                      |
| Santa-Maria-Figaniella | 2A310      | CC du Sartenais Valinco Taravo | 78 (2014)                         |
| Viggianello            | 2A349      | CC du Sartenais Valinco Taravo | 681 (2014)                        |

## Démographie
| 1962  | 1968  | 1975  | 1982  | 1990  | 1999  | 2006  | 2011  | 2012  |
| ----- | ----- | ----- | ----- | ----- | ----- | ----- | ----- | ----- |
| 2 798 | 3 143 | 4 335 | 4 437 | 4 931 | 5 076 | 5 379 | 5 810 | 5 940 |